# Przyamurze

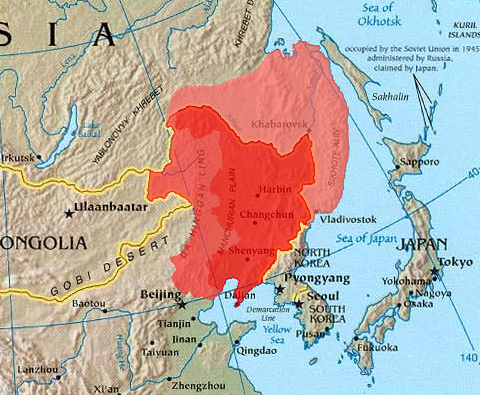
Granica rosyjsko-chińska ustalona traktatem w Nerczyńsku. Kolorem jasnoczerwonym zaznaczono tereny Cesarstwa Qing anektowane przez Rosję na mocy traktatów w Aigunie (1858) i Pekinie (1860) – Przyamurze i Kraj Nadmorski.

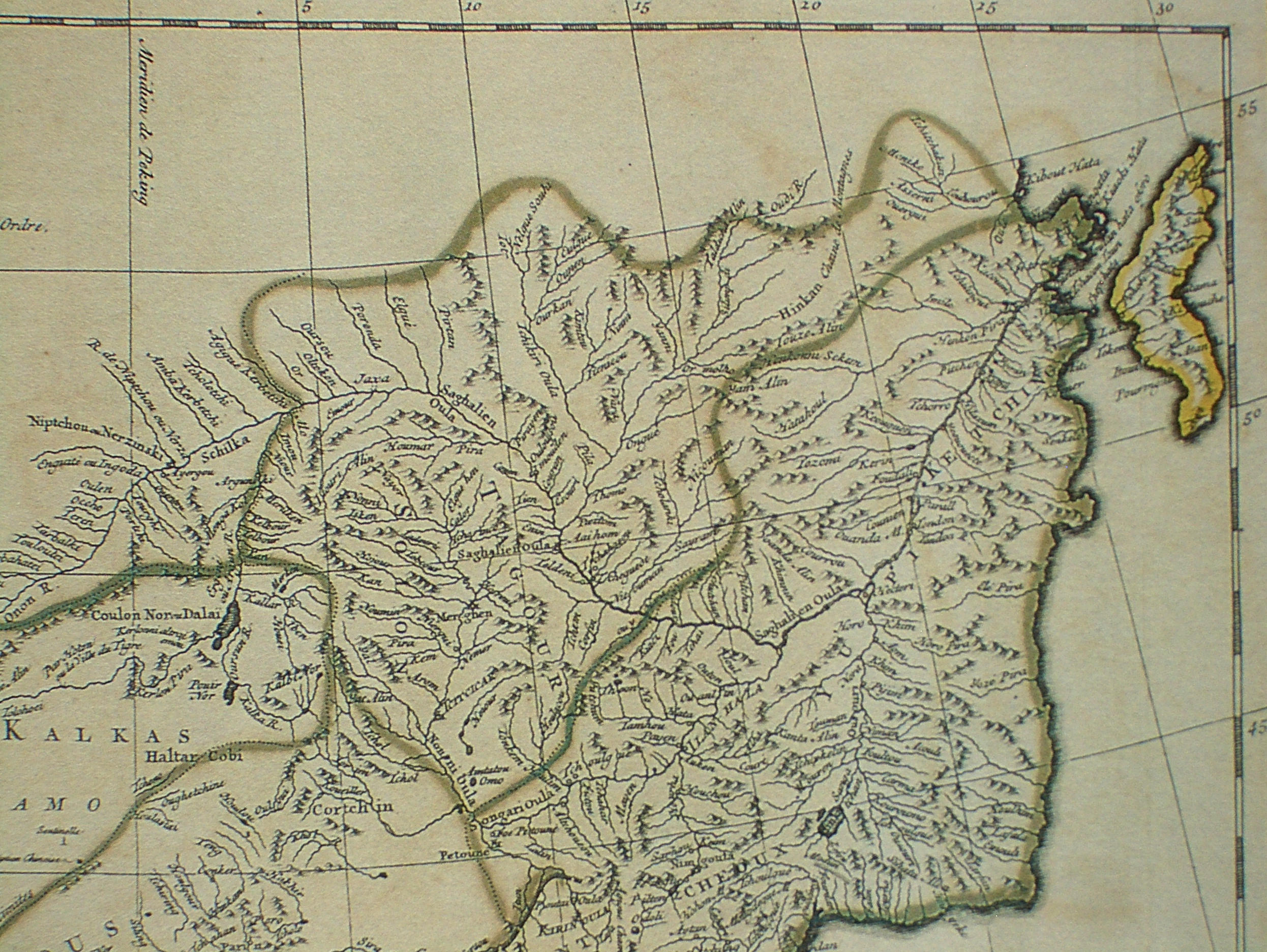
Przyamurze w granicach Cesarstwa Chin na francuskiej mapie z 1734.

Przyamurze (ros. Приамурье) – nazwa rosyjskich terytoriów leżących przy rzece Amur, używana w późnym okresie Imperium Rosyjskiego. Od 1903 jego gubernatorem był gen. Nikołaj Liniewicz. Jego obszar pokrywa się ze współczesnymi obwodem amurskim, południową częścią Kraju Chabarowskiego oraz Żydowskim Obwodem Autonomicznym.
Do 1860 w granicach Chin dynastii Qing. Włączone do Imperium Rosyjskiego traktatami w Ajgunie (1858) i w Pekinie  (1860), zawartymi po II wojnie opiumowej, zgodnie z którymi granica chińsko-rosyjska została ustalona wzdłuż Amuru, a tereny Chin na północ od Amuru anektowała Rosja.